# 韋爾比 (加利福尼亞州)
韋爾比（英語：Welby）是位於美國加利福尼亞州蒙特雷縣的一個非建制地區。該地的面積和人口皆未知。

## 地理
韋爾比的座標為36°11′19″N 121°04′11″W / 36.18861°N 121.06972°W，而該地的平均海拔高度為103米（即338英尺）。